# João-pobre
O João-pobre (Serpophaga nigricans) é uma ave passeriforme da família dos tiranídeos, que ocorre da Argentina ao Sudeste do Brasil, em beira de lagoas, rios e açudes. Tais aves medem até 12 cm de comprimento, com plumagem cinza-escura com a garganta mais clara, asas e cauda negras.